# St. Johannes (Beesenstedt)

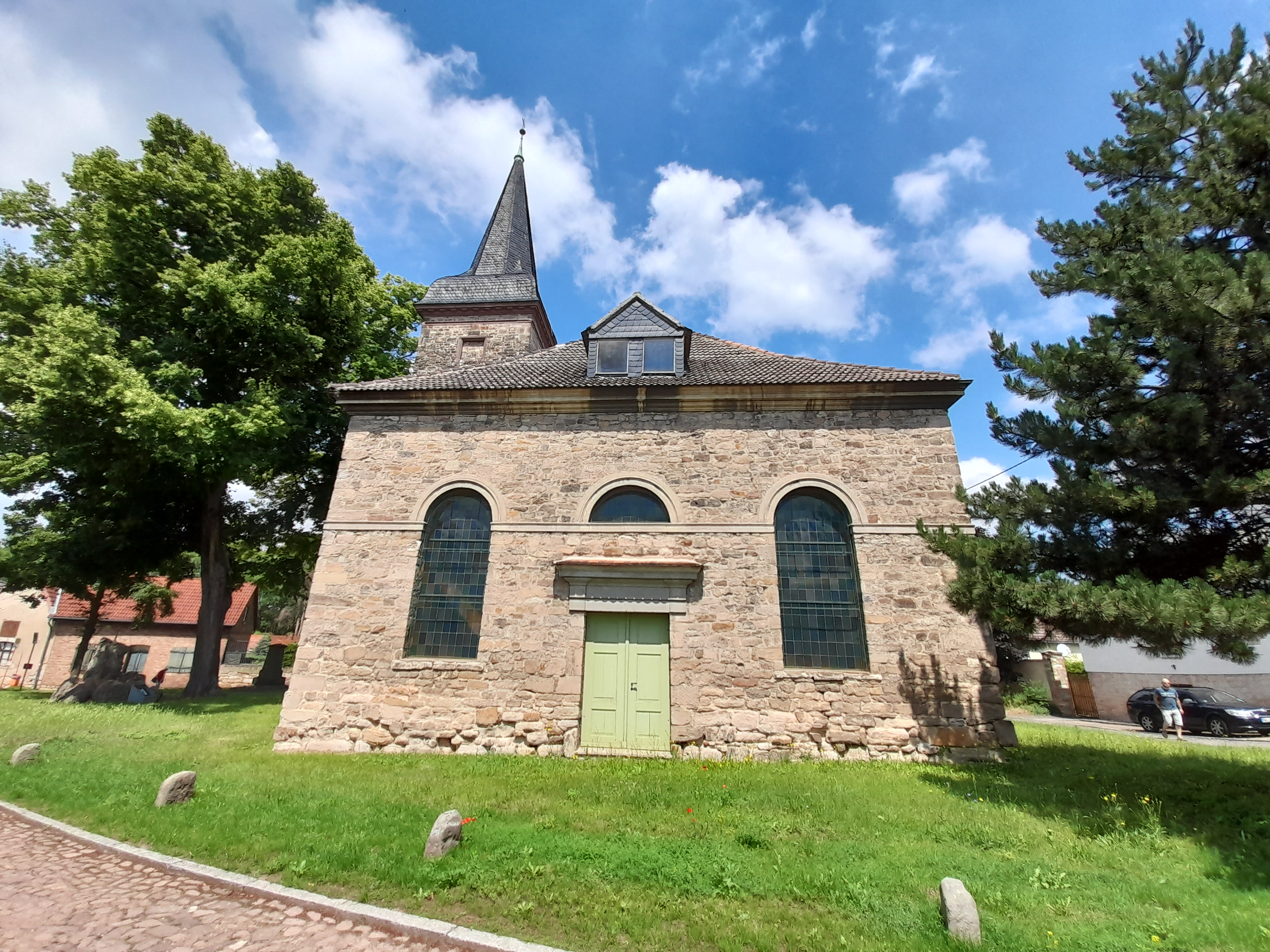
Ansicht von Süden

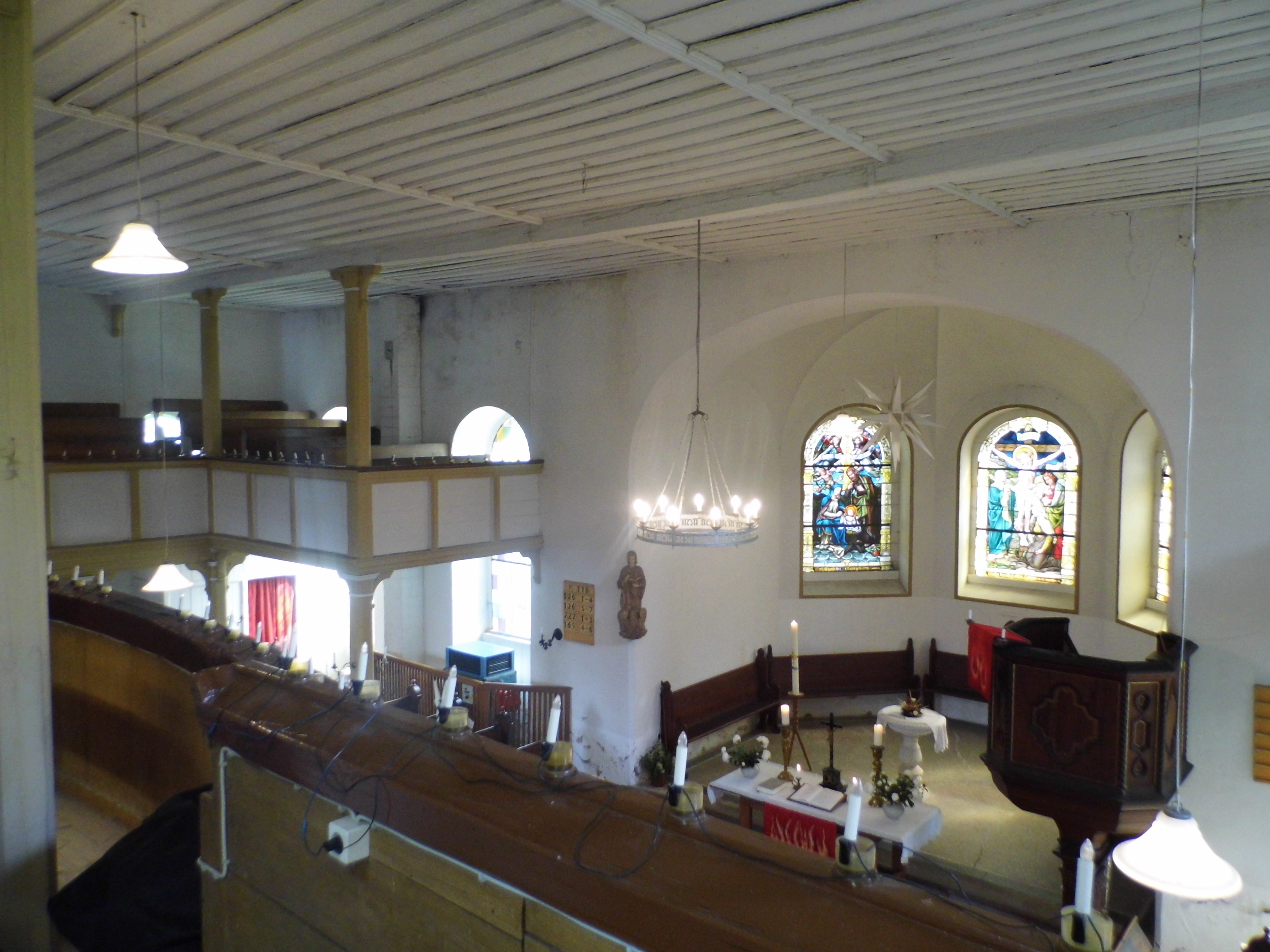
Blick ins Innere

St. Johannes ist eine denkmalgeschützte evangelische Kirche des Ortes Beesenstedt in der Einheitsgemeinde Salzatal in Sachsen-Anhalt. Im örtlichen Denkmalverzeichnis ist sie unter der Erfassungsnummer 094 55451  als Baudenkmal verzeichnet. Sie gehört zum Pfarrbereich Schochwitz im Kirchenkreis Halle-Saalkreis der Evangelischen Kirche in Mitteldeutschland.

## Geschichte
Das Johannes Evangelista geweihte Sakralgebäude mit der Adresse Kirchplatz 8 wurde als Neubau im Jahr 1815 errichtet. Die Vorgängerkirche ist zwischen Weihnachten und Silvester 1802 eingestürzt. Bereits im Jahre 1611 wurde im Kirchenbuch ihr schlechter Zustand vermerkt.
In die neue Kirche ist die bis heute einzige Glocke und der hölzerne Sakramentsschrein übernommen worden. 1865 wurde der Kirchturm erhöht und 1902 begann man mit einem umfassenden Umbau, wobei der Turm zum zweiten Mal – um 1,65 m – erhöht wurde. Ebenfalls fügte man einen Chor an, erneuerte Altar, Kanzel und Bänke und ließ eine Orgel einbauen. Finanziert wurde der Umbau zu einem Großteil von der Gutsbesitzerfamilie Nette und der Familie Entreß-Fürsteneck.
Im Jahre 1841 stiftete der Gutsbesitzer Franz Wendenburg drei Gemälde des Malers August Ferdinand Schiertz (1804–1878) der Kirche.
1970 ist das Turmdach neu eingedeckt worden und vier Jahre später wurde der Innenraum farblich neu gestaltet. Im Jahr 1990 stiftete der ortsansässige Künstler Hans-Christoph Rackwitz sein Gemälde „Ostermorgen“ der Kirche.

## Architektur und Ausstattung
Es handelt sich bei dem im klassizistischen Stil errichteten Bau aus Bruchstein um eine sogenannte Kreuzkirche. Der Turm befindet sich in der Mitte der Westseite; der Chor ihm gegenüber in der Mitte der Ostseite, so dass Turm und Chor sogenannte „Kreuzarme“ bilden.
Im Innern ist der quergelagerte Kirchensaal mit einer zweigeschossigen umlaufenden Empore, Kanzel und Gestühl aus dem späten 19. Jahrhundert ausgestattet. Die Buntglasfenster in der Apsis des Chores zeigen die Heilige Familie, die Kreuzigung Christi sowie die Auferstehung. Die drei Gemälde von Schiertz stellen die Anbetung der Könige, Christus und die Samariterin sowie den Gang nach Emmaus dar.

## Orgel

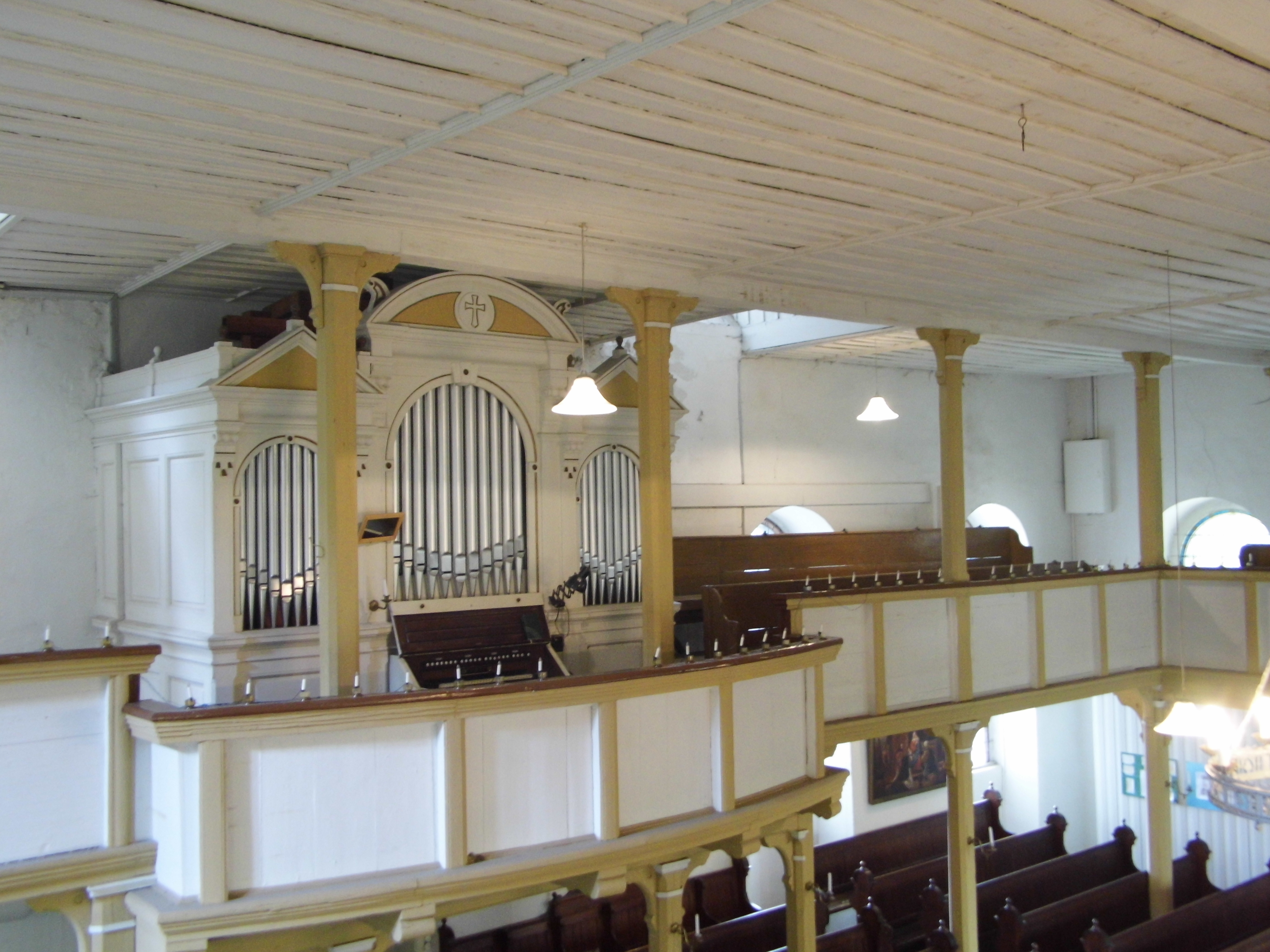
Blick zur Orgel

Die Zörbiger Werkstatt von Wilhelm Rühlmann fertigte 1902 die Orgel. Sie verfügt über 16 Register, verteilt auf zwei Manuale und Pedal. 

## Glocke
Die aus dem Vorgängerbau übernommene, sehr gut erhaltene Glocke hängt in einem einfeldrigen, zweigeschossigen Holzglockenstuhl und wurde wahrscheinlich bereits in der zweiten Hälfte des 13. Jahrhunderts gegossen. Auf ihr ist in einem Relief Christus als Weltenrichter dargestellt und die Inschrift „O REX GLORIE VENI CUM PACE“ aufgebracht. Die Glocke wird elektrisch angetrieben und hängt an einem geraden Joch. Sie erklingt mit dem Nominal g′ und zählt zu den größten erhaltenen Glocken dieser Zeit im Saalekreis.